# 遠洋性堆積物

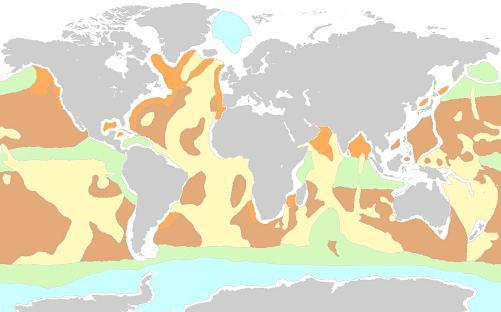
地球上での遠洋性堆積物の分布図。黄色部分は石灰質軟泥、緑色部分は珪質軟泥、茶色部分は遠洋性粘土に覆われている。

遠洋性堆積物（えんようせいたいせきぶつ、英語: pelagic sediment）またはペラガイト（pelagite）とは、陸から遠く離れた外洋の海洋底に粒子が沈降することで蓄積される堆積物である。これらの粒子は、主に植物プランクトンや動物プランクトンに由来する微小な石灰質や珪質殻、粘土サイズの珪石質などから構成されている。また、微量の隕石由来の塵や火山灰なども含まれる。泥の組成に基づいて、遠洋性堆積物には主に珪質軟泥（siliceous oozes）、石灰質軟泥（calcareous oozes）、および赤色粘土（red clays）という3 つのタイプが存在する。
遠洋堆積物の組成は、3 つの主な要因に影響される。1つ目は陸地からの距離であり、陸上由来の堆積物の分散に影響する。2 つ目の要因は水深であり、ケイ質や石灰質などの生体粒子が海底に沈降する際の保存度に影響を与える。3つ目は海の栄養度であり、海洋表層で生成される生物起源の粒子の量を制御する。
遠洋性堆積物は、主に鉱物質の殻を形成するプランクトンの遺骸が海洋底に堆積することででき、地球表面の約6割を覆っている。一般に海底堆積物は過去の地球の状態を示す情報をもっているが、遠洋性の深海底の堆積物は特に保存状態と連続性が良いため、地球規模の海洋変動（海水温や海水面の変動など）や気候変動、プレートの運動などの地質現象を解明するために利用される。

## 軟泥（Oozes）
海底堆積物の場合、軟泥という用語は堆積物の粘稠度を指すのではなく、その起源を直接反映する組成を指す。軟泥は、泥状で柔らかい遠洋性堆積物の中で、微小なプランクトンの遺骸が30%以上含まれるものである。残りの成分の大半は粘土鉱物である。そのため軟泥は、生物起源のシルト―砂サイズ分画と珪砕粘土サイズ分画という、2種類の異なるサイズの粒子から構成されることが多い。軟泥はまた、それを構成する由来生物によって分類定義することもできる。由来生物としては、例えば珪藻や円石藻、有孔虫、翼足類、放散虫などが挙げられる。軟泥はまた、石灰質軟泥や珪質軟泥というように鉱物学的に分類することもできる。軟泥の堆積速度は非常に遅く、1000年で数センチメートル以下程度である。
石灰質軟泥（Calcareous ooze）は、少なくとも 30%が有孔虫、球石胞体、および翼足類の微小な石灰質殻 (テスト（tests）としても知られる) で構成される軟泥である。これは、世界の海底の 48% を占める、最も一般的な遠洋堆積物である。このタイプの軟泥は、炭酸塩補償深度より上の深さで海底に蓄積する。他の種類の遠洋性堆積物よりも急速に蓄積し、その速度は0.3–5cm/1000年程度である。
ケイ質軟泥（Siliceous ooze）は、少なくとも 30%が珪藻や放散虫などのプランクトンの微小な殻から構成される軟泥である。珪質軟泥は、多くの場合、海綿骨片や珪質鞭毛藻を若干含んでいる。このタイプの軟泥は、炭酸塩補償深度より下の深さで海底に蓄積する。その分布も、極海や赤道付近の湧昇帯など、生物生産性の高い地域に限られている。最も一般的ではないタイプの堆積物であり、海底面積のわずか15%しか占めていない。石灰質の軟泥よりも遅い速度で蓄積し、その速度は0.2–1cm/1000年程度である。

## 遠洋性粘土（英語:pelagic clay）
赤色粘土（Red clay、褐色粘土（brown clay）または遠洋性粘土（pelagic clay）としても知られる）は、海の最も深く最も離れた地域に蓄積する、主に生物以外を由来に持つ物質からなる遠洋性堆積物である。生物活動が不活発な海域で炭酸塩補償深度よりも深い海底、すなわち軟泥が堆積しない海底に分布しやすい。海底の38%を占め、他のどの種類の堆積物よりもゆっくりと蓄積し、その速度はわずか0.1～0.5cm/1000年程度である。生物起源物質は30%未満であり、石灰質および珪質生物起源粒子の両方が水柱を通って沈降する間に溶解した後に残る堆積物で構成されている。具体的には、風成石英、粘土鉱物、火山灰、珪質微化石の下位残留物、およびゼオライト、褐鉄鉱、マンガン酸化物などの自生鉱物である。赤粘土の大部分は、風成塵で構成されている。赤土に含まれる副成分には、微小隕石、魚の骨や歯、クジラの耳骨、マンガンの微小結節などがある。
これらの遠洋堆積物は、堆積物中の鉄と酸化マンガン（具体的には鉄 (III) イオンFe3+および水酸化マンガンMn(OH)2）のため、明るい赤からチョコレートブラウンの色をしている。有機炭素が存在しない場合、鉄とマンガンは酸化された状態のままであり、これらの粘土は堆積後も茶色のままである。より深く埋まると、水酸化鉄がヘマタイトに変換されるため、褐色の粘土が赤色の粘土に変化する可能性がある。
これらの堆積物は、プランクトンの生産がほとんどない地域内の海底に蓄積する。それらを構成する粘土は、大気中を風によって運ばれたり地表水から深海へと運ばれてくる。すなわち、風と海流の両方によって粘土成分が陸地から何千キロも運ばれ、深海に堆積物する。細かい粘土であれば、海洋水柱で100年以上もの時間をかけて海底へと沈んでいくこともあると考えられている。この粘土サイズでは、堆積物の沈降は主に凝集による粘土凝集体の形成や、遠洋生物による糞粒への取り込みによって引き起こされる。

## 海底堆積物の分布と平均厚さ

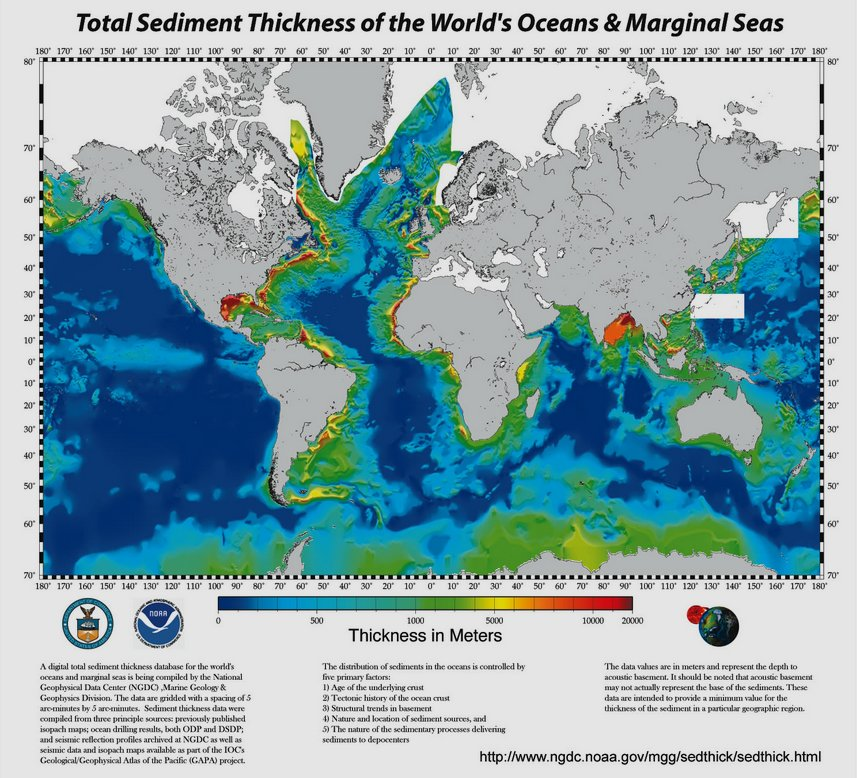
海底面における堆積物の厚さ

| 領域         | 海域の割合 | 海底堆積物の総量の割合 | 平均厚さ |
| ------------ | ---------- | ---------------------- | -------- |
| 大陸棚       | 9%         | 15%                    | 2.5km    |
| 大陸斜面     | 6%         | 41%                    | 9km      |
| 大陸斜面基部 | 6%         | 31%                    | 8km      |
| 深海底       | 78%        | 13%                    | 0.6km    |

## 粒子源による海底堆積物の分類
| 土砂の種類                 | ソース                                   | 例                           | 分布                                       | 全海底面積の割合 |
| -------------------------- | ---------------------------------------- | ---------------------------- | ------------------------------------------ | ---------------- |
| 大陸由来                   | 土地の浸食、火山噴火、飛塵               | 石英砂、粘土、河口泥         | 大陸縁辺、深海平野、極海底で優勢           | ~45%             |
| 生物起源                   | 有機物や、一部の海洋生物の硬い部分の蓄積 | 石灰質およびケイ質の軟泥     | 深海底で優勢（水深約5km度以下の珪質軟泥）  | ~55%             |
| 海水由来                   | 多くの場合、海水中の溶解ミネラルの沈殿   | マンガンノジュール、リン鉱床 | 他の種類の堆積物とともに存在する           | 1%               |
| 宇宙由来（コスモジニアス） | 宇宙からの塵、隕石の破片                 | テクタイト球、ガラス状結節   | 他の種類の堆積物と、ごくわずかな割合で混合 | 1%               |